# Opogona mendanai
Opogona mendanai är en fjärilsart som beskrevs av Bradley 1961. Opogona mendanai ingår i släktet Opogona och familjen äkta malar. Inga underarter finns listade i Catalogue of Life.